# 哈迪维尔 (南卡罗来纳州)
哈迪维尔（英文：Hardeeville），是美国南卡罗来纳州下属的一座城市。城市类型是“City”。其面积大约为45.27平方英里（117.24平方公里）。根据2010年美国人口普查，该市有人口2,952人，人口密度约为每平方 英里65.21人（约合每平方公里25.18人）。